# Traian Lalescu
Traian Lalescu (* 12. Juli 1882 in Bukarest; † 15. Juni 1929 ebenda) war ein rumänischer Mathematiker.
Er ging in Iași zur Schule, studierte an der Universität Bukarest und promovierte 1908 bei Émile Picard an der Sorbonne (Sur les équations de Volterra). Thema der Dissertation waren Integralgleichungen. Lalescu veröffentlichte 1911 das erste Buch über Integralgleichungen (Bukarest 1911 in Rumänisch, in französischer Übersetzung: Introduction à la théorie des équations intégrales, Hermann, Paris 1912).
Er war Professor an der Universität Bukarest, an der Polytechnischen Universität Temeswar, deren erster Rektor er 1920 war, und an der Polytechnischen Universität in Bukarest. Lalescu interessierte sich sehr für Elektrotechnik und hatte die Gründung der Polytechnischen Universität Temeswar selbst angeregt.
1920 bis 1927 veröffentlichte er ein vierbändiges Lehrbuch der analytischen Geometrie. Er ist der Gründer des Fußballclubs Sportul Studențesc. Lalescu starb im Alter von 46 Jahren an Lungenentzündung.